# Marc Planus
Marc Planus (* 7. března 1982) je bývalý francouzský profesionální fotbalista, který hrál na pozici obránce. Celou profesionální kariéru odehrál za klub Bordeaux.

## Klubová kariéra
Planus debutoval v lize 9. listopadu 2002 proti Rennes. V sezóně 2002/03 odehrál sedmnáct zápasů v Ligue 1.
Byl to nakonec první z jeho více než 300 ligových zápasů. V sezonách 2006/07 a 2008/09 vyhrál Coupe de la Ligue (vstřelil gól ve finále v roce 2009) a v sezónách 2008/09 a 2009/10 vyhrál Trophée des Champions. Na konci sezóny 2014/15 oznámil svůj odchod do fotbalového důchodu.

## Reprezentační kariéra
Planus byl povolán do francouzského národního týmu pro Mistrovství světa ve fotbale 2010, kde Francie vypadla již ve skupinové fázi. Ve stejném roce si připsal svůj jediný start za francouzskou reprezentaci, a to v zápase proti Tunisku.

## Úspěchy
Bordeaux
- Ligue 1: 2008/09
- Coupe de France: 2012/13
- Coupe de la Ligue: 2006/07, 2008/09
- Trophée des Champions: 2008, 2009